# Cuarteto de cuerda n.° 6 (Beethoven)

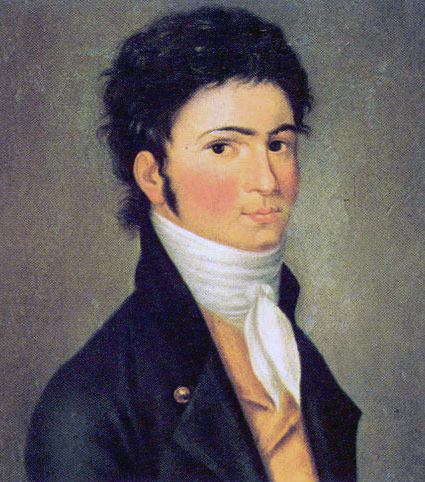
Beethoven en 1801.

El Cuarteto de cuerda n.° 6 en si bemol mayor, Op. 18 n.º 6 es una pieza camerística compuesta por Ludwig van Beethoven en 1800. La partitura está dedicada al príncipe Joseph Franz von Lobkowitz. 

## Historia

### Composición

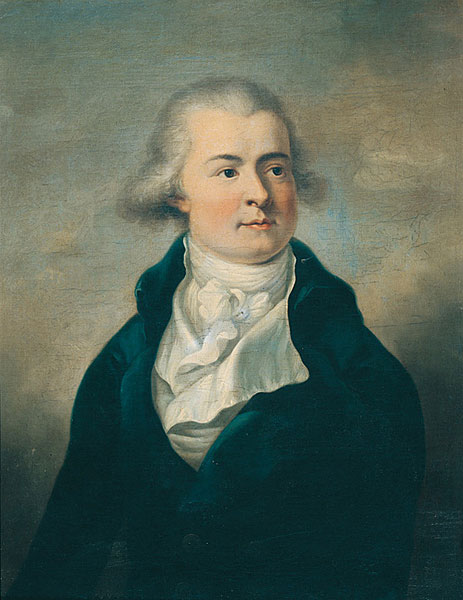
Príncipe Lobkowitz, dedicatario de la pieza.

Las seis piezas que conforman el Opus 18 son los Cuartetos n.º 1 en fa mayor, n.º 2 en sol mayor, n.º 3 en re mayor, n.º 4 en do menor, n.º 5 en la mayor y n.º 6 en si bemol mayor. La composición del sexto cuarteto se desarrolló entre abril y el verano de 1800. El número de opus de estos cuartetos se corresponde con el orden en que fueron impresos y no al orden en que fueron escritos. El orden de creación no se conoce con total seguridad debido a que se perdieron las partituras autógrafas, pero se puede deducir por los cuadernos de borradores. Así pues, el numerado como Op. 18/1 fue compuesto en segundo lugar mientras que el Op.18/3 fue el primero. El Op. 18/2 se compuso en tercer lugar. El Op. 18/4 probablemente fue el penúltimo en ser finalizado y el Op. 18/6  fue el último tanto en ser compuesto como en ser publicado. 

### Publicación
La primera publicación de este opus fue llevada a cabo por el editor Tranquillo Mollo en 1801 en Viena. La dedicatoria que figura en la partitura impresa era el Fürst (príncipe) Joseph Franz Maximilian von Lobkowitz, uno de los primeros y principales mecenas de Beethoven en Viena. Como muestra de gratitud, Beethoven dedicó al príncipe las siguientes composiciones musicales: las Sinfonías n.º 3 "Eroica", n.º 5 y n.º 6 "Pastoral", además de los seis Cuartetos de cuerdas Op. 18, el Triple concierto Op. 56, el Cuarteto de cuerdas Op. 74 y el ciclo de lieder An die ferne Geliebte.    

## Estructura y análisis
La pieza consta de cuatro movimientos:
- I. Allegro con brio, en si bemol mayor 2
2
- II. Adagio ma non troppo, en mi bemol mayor 2
4
- III. Scherzo. Allegro, en si bemol mayor 3
4
- IV. La Malinconia: Adagio 2
4 – Allegretto quasi Allegro, en si bemol mayor 3
8

La interpretación de esta obra tiene dura aproximadamente 24 minutos.

### I.Allegro con brio
El primer movimiento, Allegro con brio, está escrito en la tonalidad de si bemol mayor, en compás alla breve y sigue la tradición de la forma sonata. El tema principal consiste en un doble acorde y un motivo de tríada ascendente en el primer violín. Los movimientos octavo y cuarto de los instrumentos medios acompañan el tema principal. El tema secundario de la exposición alterna entre mayor y menor. Beethoven realiza un ajuste de tempo de 80 compases por minuto, algo que rara vez respetan los intérpretes.
El desarrollo primero toma el tema principal y proporciona a este efectos menores. Después de que el tema principal ha reaparecido, Beethoven toma nuevos caminos en la implementación al reducir el tema existente a los elementos más simples para abrir nuevas posibilidades de expresión. 
La recapitulación comienza con un sforzato repentino; El tema secundario también está acompañado de un enérgico Sforzati. El curso inestable del movimiento solo alcanza la tónica a través de desvíos. 

### II.Adagio ma non troppo
El segundo movimiento, Adagio ma non troppo, está en mi bemol mayor, en compás de 2/4 y combina forma de lied en tres partes y movimiento de variación. El movimiento de variación sigue un principio que continúa en los movimientos lentos de los Cuartetos de cuerda n.º 7 en fa mayor, Op. 59/1 y el n.º 8 en mi menor, Op. 59/2: las variaciones no están en la parte de la melodía, sino en las voces acompañantes; Además, las variaciones tienen un ritmo idiosincrásico, que Beethoven llamó explícitamente "queste note ben marcate". 
El movimiento comienza en un compás deliberado de 2/4. El primer violín adopta un tema similar a una canción, que es tomado por el segundo violín. La parte principal está concebida en tres partes y contrasta con la parte media, que está en mi bemol menor. La recapitulación no puede separarse por completo del menor de la sección media. El tema menor de la sección central incluso se retoma en la coda. Luego, la coda cambia abruptamente a do mayor y termina en mi bemol mayor. 
El segundo movimiento ha sido descuidado en el análisis por musicólogos como Wulf Konold, Herbert Schneider, Arnold Werner-Jensen y Hugo Riemann a favor del adagio final.

### III.Scherzo. Allegro
El tercer movimiento, Scherzo. Allegro, está en la tonalidad inicial y en compás de 3/4. Es inquietante desde un punto de vista rítmico debido a la falta de un ritmo común de los cuatro instrumentos, así como a los sforzati idiosincráticos y la síncopa urgente; ya que falta el carácter habitual del minueto. La confusión no surge, como se ha supuesto a menudo, del opuesto de tres por cuatro y seis por ocho. Además, el movimiento solo se puede tocar orientándose a un compás de tres por cuatro.

### IV.La Malinconia: Adagio – Allegretto quasi Allegro
El cuarto y último movimiento, Adagio – Allegretto quasi Allegro, retoma de nuevo la tonalidad inicial y el compás es 2/4 que en el Allegretto pasa a 3/8. El Adagio, que introduce el Finale, consta de dos partes: la primera parte comienza con una melodía melancólica que termina repentinamente y se repite dos veces más. La segunda parte del Adagio comienza como un fugato y termina con un suspiro. Lewis Lockwood comparte la opinión del profesor Richard Kurth de que el Finale del Op. 18/6 está inspirado en el "Cuarteto de las disonancias" de Mozart; ve paralelos en la introducción lenta y la secuencia armoniosa de ambos movimientos finales. Richard Kurth expresó su evaluación en una conferencia inédita que dio durante un seminario de Harvard sobre los cuartetos de cuerda de Beethoven. Con la especificación "Questo pezzo si deve trattare colla più gran delicatezza", Beethoven desea que el movimiento titulado "La Malinconia" se toque con la mayor sensibilidad posible. Contrariamente a la suposición original, el término "La Malinconia" (la melancolía) se refiere no solo a la parte Adagio, sino a todo el Finale.
La segunda parte del final del cuarteto es un Allegretto quasi Allegro en 3/8. Dentro de la sección Allegretto, el Adagio inicial regresa dos veces. El musicólogo Carl Dahlhaus, por otro lado, describe el Adagio solo como una "introducción", pero sin corroborar su evaluación. 
El regreso del Adagio es uno de varios indicios de que la parte allegretto es solo una aparente salvación de La Malinconia. Otra indicación es que el movimiento, que tiene la forma de un movimiento de sonata, no incluye ningún desarrollo posterior. Además, la recapitulación apenas contiene cambios.  El Adagio depresivo, por un lado, y el Allegretto agitado, por otro lado, simbolizan diferentes formas de expresión del mismo estado mental. El contraste entre el Adagio y el Allegretto llevó a la investigación sobre Beethoven a ver paralelos con la biografía de Beethoven. En consecuencia, este contraste refleja la situación de la vida personal provocada por la sordera de Beethoven, en la que el compositor estaba en el momento en que se creó el cuarteto. Entonces escribió, por un lado: "Puedo decir que paso mi vida miserablemente, durante casi dos años he estado evitando todas las relaciones", y por otro lado: "Oh, es tan hermoso vivir mil veces, para una vida tranquila, no, siento que ya no estoy hecho para eso".
La creación de una conexión entre la biografía del compositor y la música escrita al mismo tiempo también se ve de manera crítica. Por ejemplo, en el caso del cuarteto en si bemol mayor, Carl Dahlhaus habla de "razonamiento psicológico-biográfico", que "no son importantes para la interpretación de la obra musical". La opinión opuesta fue expresada en 1994 por Hans Heinrich Eggebrecht en "Sobre la historia de la recepción de Beethoven" (Laaber, 1994); y ya en 1865 August Wilhelm Ambros escribió: "Por lo tanto, estamos casi el mismo punto de vista con Beethoven que con Göethe: consideramos sus obras como un comentario sobre su vida [...] y la vida de ellos como comentarios sobre sus obras".

## Discografía selecta
- 1942 – Cuarteto Busch (Sony).
- 1968 – Cuarteto Italiano (Philips).
- 1974 – Cuarteto Végh (Auvidis-Valois).
- 1979 – Cuarteto Alban Berg (EMI).
- 2004 – Cuarteto Takács (Decca).
- 2009 – Cuarteto de cuerda de Tokio (Harmonia Mundi).
- 2011 – Cuarteto Artemis (Virgin Classics).
- 2012 – Cuarteto Belcea (Zig-Zag Territoires).
- 2020 – Cuarteto Ébène (Erato).